# Гунди (Чад)
Гунди (фр. Goundi) — город и супрефектура в Чаде, расположенный на территории региона Мандуль. Входит в состав департамента Восточный Мандуль.

## Географическое положение
Город находится в южной части Чада, к востоку от сезонно пересыхающей реки Нам, на высоте 508 метров над уровнем моря.
Населённый пункт расположен на расстоянии приблизительно 388 километров к юго-востоку от столицы страны Нджамены.

## Население
По данным официальной переписи 2009 года численность населения Гунди составляла 73 141 человек (35 229 мужчин и 37 912 женщин). Население супрефектуры по возрастному диапазону распределилось следующим образом: 53,8 % — жители младше 15 лет, 42,5 % — между 15 и 59 годами и 3,7 % — в возрасте 60 лет и старше.

## Транспорт
К северу от города расположен небольшой одноимённый аэропорт.